# Station Vennevoll
Station Vennevoll was een halte aan de voormalige spoorlijn Skreiabanen. Deze lijn verbond het dorp Skreia in de gemeente Østre Toten met Reinsvoll in de gemeente Vestre Toten beide tegenwoordig gelegen in fylke Innlandet in Noorwegen. De halte werd tegelijk met de spoorlijn gesloten in 1988. 